# Ацтлан (Титан)
Ацтлан (лат. Aztlan) — тёмная деталь альбедо на поверхности Титана, самого большого спутника Сатурна.

## География и геология
Расположена рядом с экватором, между светлыми областями Кивира (на севере) и Цегихи (на юге). На востоке и западе соединяется с другими тёмными областями. Координаты центра — 10° ю. ш. 20° з. д. / 10° ю. ш. 20° з. д. Снимки, на которых виден Ацтлан, были сделаны (в инфракрасном диапазоне) телескопом Very Large Telescope ещё в феврале 2004 года. Вскоре его намного детальнее заснял космический аппарат «Кассини-Гюйгенс».

## Эпоним
Назван именем Ацтлана — мифической родины ацтеков. Это название было утверждено Международным астрономическим союзом в 2006 году.